# Open du Mexique (taekwondo)
L’Open du Mexique est une compétition de taekwondo organisée annuellement par la Fédération mexicaine de taekwondo.
Ce tournoi est un événement majeur dans le calendrier mondial du fait de son label « WTF-G1 ».

## Lieu des éditions
| Aguascalientes  |
| Monterrey       |
| Mexico          |
| Puerto Vallarta |
| Cancun          |

## Palmarès hommes
| WTF-G1 | WTF-G1          | WTF-G1         | WTF-G1         | WTF-G1            | WTF-G1            | WTF-G1               | WTF-G1         | WTF-G1                  |
| Année  | -54 kg          | -58 kg         | -63 kg         | -68 kg            | -74 kg            | -80 kg               | -87 kg         | +87 kg                  |
| ------ | --------------- | -------------- | -------------- | ----------------- | ----------------- | -------------------- | -------------- | ----------------------- |
| 2021   | Melvy Alvarez   | Jack Woolley   | Daniel Ávila   | Javier Pérez      | Joshua Liu        | Raúl Martínez        | Jordan Stewart | Carlos Sansores         |
| 2020   | Jose Contreras  | Brandon Plaza  | Carlos Navarro | Bernardo Pié      | José María Pastor | Moises Hernández     | Brian Salazar  | Carlos Sansores         |
| 2019   | Jorge Hernandez | Brandon Plaza  | Luisito Pie    | José Nava         | René Lizárraga    | Jose Cobas Del Valle | Brian Salazar  | Rafael Alba             |
| 2018   | César Rodríguez | Brandon Plaza  | Bernardo Pié   | José Nava         | René Lizárraga    | Moises Hernández     | Rafael Alba    | Carlos Sansores         |
| 2016   | César Rodríguez | Carlos Navarro | Saúl Gutiérrez | Federico González | Guillermo Rodas   | Moises Hernández     | Brian Salazar  | Jesus Perea             |
| 2015   | César Rodríguez | Carlos Navarro | Lucas Guzman   | Isaac Torres      | Maxime Potvin     | René Lizárraga       | Rafael Alba    | Robelis Despaigne       |
| 2014   | Jorge Hernandez | Carlos Navarro | Abel Mendoza   | Maxime Potvin     | Timothy Curry     | Hugo Palacios        | Brian Salazar  | Ángel de Jesús Martínez |

## Palmarès femmes
| WTF-G1 | WTF-G1            | WTF-G1           | WTF-G1           | WTF-G1               | WTF-G1             | WTF-G1           | WTF-G1             | WTF-G1              |
| Année  | -46 kg            | -49 kg           | -53 kg           | -57 kg               | -62 kg             | -67 kg           | -73 kg             | +73 kg              |
| ------ | ----------------- | ---------------- | ---------------- | -------------------- | ------------------ | ---------------- | ------------------ | ------------------- |
| 2021   | Brenda Costa Rica | Daniela Souza    | Fabiola Villegas | Sandy Macedo         | Anastasija Zolotic | Milena Titoneli  | Raiany Pereira     | Gabriele Siqueira   |
| 2020   | Vanessa Garcia    | Daniela Souza    | Estefani Pedroza | Patrycja Adamkiewicz | Mell Mina          | Victoria Heredia | Maria Espinoza     | Katherine Rodríguez |
| 2019   | Brenda Costa Rica | Kiana Chai Chong | Estefani Pedroza | Paulina Armeria      | Amanda Bluford     | Paige McPherson  | Crystal Weekes     | Ashley Arana        |
| 2018   | Brenda Costa Rica | Daniela Souza    | Samantha Leong   | Fabiola Villegas     | Anel Félix         | Paige McPherson  | Glenhis Hernández  | Katherine Rodríguez |
| 2016   | Brenda Lúa        | Itzel Manjarrez  | Sarah Malykke    | Evelyn Gonda         | Adriana Martinez   | Melissa Pagnotta | Maria Espinoza     | Jessica Bravo       |
| 2015   | Beatriz Oliván    | Ibeth Rodriguez  | Diana Nunez      | Cheyenne Lewis       | Ashley Kraayeveld  | Paige McPherson  | Jaqueline Galloway | Briseida Acosta     |
| 2014   | Valéria Rodrigues | Talisca Reis     | Aziza Chambers   | Cheyenne Lewis       | Emilia Morrow      | Nathalie Iliesco | Sanaz Shahbazi     | Taylor Ramirez      |